# Antoine Duchesne
Antoine Duchesne (Saguenay, 12 de septiembre de 1991) es un ciclista canadiense que fue profesional entre 2013 y 2022.

## Palmarés
2013
- 3.º en el Campeonato de Canadá en Ruta

2018
- Campeonato de Canadá en Ruta  [2]

2021
- 2.º en el Campeonato de Canadá en Ruta

## Resultados en Grandes Vueltas y Campeonatos del Mundo
| Carrera         | Carrera         | 2013 | 2014 | 2015  | 2016  | 2017  | 2018  | 2019 | 2020 | 2021  | 2022 |
| --------------- | --------------- | ---- | ---- | ----- | ----- | ----- | ----- | ---- | ---- | ----- | ---- |
|                 | Giro de Italia  | —    | —    | —     | —     | —     | —     | —    | —    | 115.º | —    |
|                 | Tour de Francia | —    | —    | —     | 107.º | —     | —     | —    | —    | —     | 61.º |
|                 | Vuelta a España | —    | —    | 138.º | —     | —     | 127.º | —    | —    | —     | —    |
| Mundial en Ruta | Mundial en Ruta | —    | —    | 61.º  | Ab.   | 120.º | Ab.   | Ab.  | —    | Ab.   | —    |

—: no participa

Ab.: abandono